# Minicosa neptuna
Minicosa neptuna är en spindelart som beskrevs av Mark Alderweireldt och Rudy Jocqué 2007. Minicosa neptuna ingår i släktet Minicosa och familjen vargspindlar. Inga underarter finns listade i Catalogue of Life.